# Cálculo de procesos con ubicaciones para sistemas poblacionales
Cálculo de procesos con ubicaciones para sistemas poblacionales (en Inglés, Process algebra with locations for population systems) es una extensión del 
Cálculo de sistemas comunicantes de Robin Milner con escogencia probabilística, y con ubicaciones y atributos para las ubicaciones. El cálculo de procesos con ubicaciones para sistemas poblaciones fue desarrollado por Anna Philippou y Mauricio toro Bermúdez. El cálculo de procesos con ubicaciones para sistemas poblacionales es el primer cálculo de procesos que fue desarrollado específicamente para razonar sobre modelos de ecosistemas. La novedad de este cálculo es la forma en que trata el estado, en particular, que es capaz de expresar comportamiento que dependen del estado de una ubicación en el ecosistema.
Este cálculo ha sido usado para desarrollar un modelo y analizar la dinámica poblacional del dengue en Colombia y para el estudio del Falco eleonorae en el Mar Mediterráneo.